# Władysław Jamontt
Władysław Jamontt herbu Pobóg, ps. „K-10”, „Olgierd”, „Tatarkin” (ur. 28 sierpnia 1910 w Warszawie, zm. 7 czerwca 1959 tamże) – prawnik, narodowiec (ONR i RNR), żołnierz AK, powstaniec warszawski.

## Życiorys

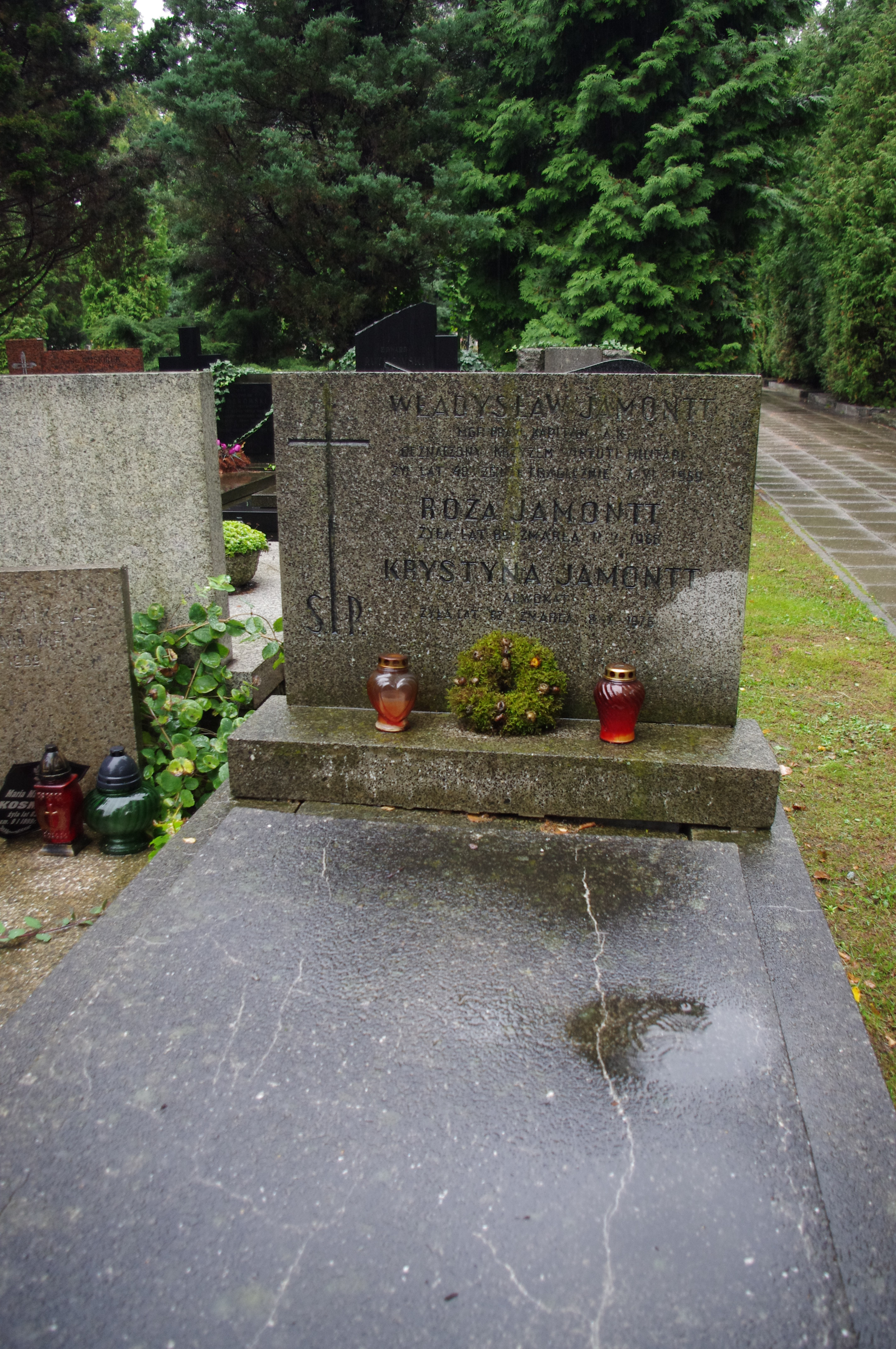
Grób Władysława Jamontta na Cmentarzu Wojskowym na Powązkach

### Rodzina
Był synem Janusza Jamontta herbu Pobóg, profesora prawa i sędziego Sądu Najwyższego, i Róży z domu de La Tour (1879–1968). Miał siostrę Helenę.

### Wykształcenie
Uczęszczał do Szkoły Mazowieckiej w Warszawie, gdzie uzyskał świadectwo dojrzałości. Od 1932 do 1937 studiował na Wydziale Prawa Uniwersytecie Warszawskim. W 1933 został zawieszony na rok z powodu rozwieszania plakatów przeciwko Antoniemu Sujkowskiemu. Miał również problemy w związku z przynależnością do ONR (umorzona sprawa dyscyplinarna). Po wojnie od 1947 podjął studia doktoranckie, przerwane aresztowaniem w 1949.

## Działalność polityczna
Początkowo zaangażował się w działalność Młodzieży Wszechpolskiej. Działał w ONR i wreszcie od 1935 w RNR. W maju i czerwcu 1934 przebywał w areszcie przez miesiąc po starciu z bojówką PPS.

### II wojna światowa
Współtworzył tajną organizację „Pobudka”, która skupiała przedwojennych falangistów. Miał przygotowanie wojskowe – w latach 1931–1932 uczestniczył w kursie podchorążych piechoty w Śremie. Po scaleniu z ZWZ od 1943 był oficerem kontrwywiadu. Według Andrzeja Kunerta miał być zamieszany w zamach na Jerzego Makowieckiego i Ludwika Widerszala. W czasie powstania warszawskiego walczył na Mokotowie w kompanii saperów pułku „Baszta”. Miasto opuścił z ludnością cywilną.

### Losy powojenne
Po aresztowaniu 5 lutego 1949 został 13 września 1951 skazany na karę śmierci, którą zamieniono na dożywocie. Objęty amnestią opuścił więzienie 15 czerwca 1956. Pochowany na Cmentarzu Wojskowym na Powązkach w Warszawie (kwatera IIB 28-4-1).